# Kittrell
Kittrell è un comune degli Stati Uniti d'America, situato in Carolina del Nord, nella contea di Vance. Secondo il censimento del 2020 gli abitanti di Kittrell ammontavano a 132.
Quattro siti di Kittrell sono stati inseriti nel National Register of Historic Places: l'Ashburn Hall, la Thomas Capehart House, la Josiah Crudup House e la St. James Episcopal Church and Rectory.